# フローラン・ベークマンスタディオン
フローラン・ベークマンスタディオン (Florent Beeckmanstadion) は、ベルギーのオースト＝フランデレン州デンデルレーウにあるスタジアム。FCVデンデルEHのホームスタジアムとなっている。収容人数は7,569人。

## スタンド
- Zitplaatsen: 2.900人
- Overdekte staanplaatsen: 2.641人
- Onoverdekte staanplaatsen: 2.028人